# Romà Bas Marí
Romà Bas Marí (Xàbia, 18 d'abril de 1983) és un jugador professional de bàsquet valencià. Mesura 1.93 m i ocupa la posició d'escorta. El seu últim club fou l'Amics del Bàsquet Castelló de la LEB Or.

## Trajectòria esportiva
- 1994-1998 Categories inferiors Bàsquet Xàbia
- 1998-1999 Bàsquet Xàbia. EBA.
- 1999-2004 Gandia Basket. EBA / LEB Plata.
- 2004-2008 CB Santa Pola. LEB Plata.
- 2008-2009 AD Molinense. LEB Plata.
- 2009-2011 Grupo Iruña Navarra. LEB Plata /LEB Or.
- 2011-2012 Menorca Bàsquet. LEB Or.
- 2012-2013 Lucentum Alacant. LEB Or
- 2013-2014 Club Baloncesto Tizona. LEB Or
- 2014-2017 Club Deportivo Maristas Palencia. LEB Or
- 2017-2021 Amics del Bàsquet Castelló. LEB Or

## Palmarés
- 2006-07 Ascens a LEB Plata amb el CB Santa Pola
- 2009-10 Ascens a LEB Or amb el Grupo Iruña Navarra
- 2011-12 Ascens a Lliga ACB amb el Menorca Bàsquet
- 2012-13 Ascens a Lliga ACB amb el Lucentum Alacant
- 2013-14 Ascens a Lliga ACB amb el Club Baloncesto Tizona
- 2015-16 Ascens a Lliga ACB amb el Club Deportivo Maristas Palencia